# Бежтинська ділянка
Бежтинська ділянка — муніципальне утворення зі статусом «муніципальної ділянки» в Республіці Дагестан (Росія). Розташована в південно-західній гірській частині Дагестану, у витоках Аварського Койсу (річки Сімбіріс-хеві, Хзанор і Жекада), на перевальних хребтах Великого Кавказу на висоті 1500-3500 м над рівнем моря. Межує з Цунтинським і Тляратинським районами республіки. На заході межує з Грузією. Адміністративно створений як частина Цунтинського району.
Адміністративний центр — село Бежта.

## Історія
Бежтинська ділянка була утворена в 1992 році і є унікальним явищем в адміністративному розподілі як Республіки Дагестан, так і всієї Російської Федерації.
Входження Бежтинської ділянки до складу Цунтинського району визначено Конституцією Республіки Дагестан.
Ст. 39 Закону Республіки Дагестан «Про статус і межі муніципальних утворень в Республіці Дагестан» наділяє статусом «муніципальна ділянка» муніципальне утворення «Бежтинська ділянка» у складі Цунтинського району.
Відповідно до Постанови Народних Зборів Республіки Дагестан від 26 вересня 2013 № 619-V «Про внесення змін в адміністративно-територіальний устрій Республіки Дагестан» утворені села Балакурі, Жамод, Ісоо у складі Бежтинської сільради.

## Населення
Населення — 7387 осіб.
Національний склад МУ «Бежтинська ділянка» за оцінкою на 1 січня 2009 року:
| Народ            | Чисельність, чол. | Частка від усього населення,% |
| ---------------- | ----------------- | ----------------------------- |
| Аварці           | 9783              | 100 %                         |
| * Бежтинці       | 8280              | 84,6 %                        |
| * Гунзибці       | 1040              | 10,6 %                        |
| * дідойці (цези) | 468               | 4,8 %                         |
| Усього           | 9783              | 100,00 %                      |

Мови — бежтинська і гунзибська. Релігійна приналежність — мусульмани-суніти.

## Адміністративний поділ
До складу дільниці входять 5 муніципальних утворень (жирним шрифтом виділено адміністративні центри):
- Село Бежта
- Сільрада «Качалайська» (села, Караузек, Качалай 40 років Жовтня, Ахайотар , Ачі-Чунгур і Каратюбе)
- Село Тлядал
- Село Хашархота
- Сільрада «Гунзибська» (села Гарбутль Гунзиб і Нахада)

## Економіка
Муніципальне утворення «Бежтинська ділянка» є сільськогосподарським районом, за провідної ролі тваринництва.

## Природно-кліматичні умови
Клімат Бежтинської ділянки — континентальний, який має свої особливості, зумовлені висотною зональністю.
Середня температура в холодний період (листопад-березень) в долинах річок становить 0-(-2°С), в горах опускається до -8°С, середньомісячна температура холодного періоду -2,4°С.
Абсолютний мінімум температур становить -33°С.
Тривалість снігового покриву змінюється від 20-30 днів до 150 і більше днів на рік.
На території району можливі заморозки протягом усього року.
Глибина сезонного промерзання глинистих ґрунтів сягає 80 см.
У теплий період (квітень-жовтень) температура змінюється від +12° до +20 °С, в долинах піднімається до +22 °С. Середньомісячна температура теплого періоду становить +12 °С. Абсолютний максимум температур досягає + 35 °С.
Середньорічна температура становить + 4 °С.
Середня тривалість періоду з температурою вище + 10 ° С в долині становить 140—180 днів, в субнівального поясі — менше 100 днів, на вершинах хребтів середні добові температури вище 10 °С не піднімаються.
Тривалість сонячного сяйва збільшується з півдня на північ від 1600 до 1800 год.
Середньорічна кількість опадів зростає від 600 мм на сході до 1000 мм на заході.
Велика частина опадів випадає в теплий період, в холодний їх кількість не перевищує 100 мм.
Середня річна швидкість вітру не перевищує 2-3 м/сек.

## Рослинність і тваринний світ

### Рослинність
Гірська частина Бежтинської ділянки — один із наймальовничіших куточків Дагестану. Вершини гір покриті льодовиками і вічними снігами, а схили — альпійськими і субальпійськими луками. Субальпійські луки відрізняються виключно пишною і різноманітною рослинністю з висотою травостою до 80-120 см.
Рослинність гірської Бежтінської ділянки відрізняється багатством і різноманітністю, що обумовлено складністю високогірного рельєфу, розходженням мікрокліматичних і ґрунтових умов зростання рослинних угруповань.
Характер рослинності змінюється із заходу на схід від рослинності альпійських і субальпійських лугів до рослинності лісів. У невеликій кількості на північному сході розвинена рослинність плавнів.
До числа природних багатств ділянки слід віднести і її ліси, що складаються з таких порід дерев, як сосна, береза, осика, дуб, бук та ін. Ліси займають 37 % території ділянки. Найбільш значну площу широколисті і хвойні ліси займають в басейні річки Сімбіріс-хеві та її приток.

### Тваринний світ
Тваринний світ Бежтинської ділянки також дуже різноманітний і представлений багатьма видами ссавців, птахів, рептилій, амфібій і риб. З копитних тут мешкають тур дагестанський, безоаровий козел, благородний олень, козуля, кабан, сарна, а також рись, ведмідь, борсук, куниця кам'яна, видра, лисиця, заєць-русак, білка, улар кавказький, тетерев кавказький, кеклик, сизий голуб, орел-бородань, беркут, гриф, стерв'ятник, білоголовий сип. З рептилій — гюрза, звичайна гадюка і вуж. У водоймах — озерна і струмкова форель, вусань.

## Мінеральні джерела
На території Бежтинської ділянки зустрічається безліч дрібних і великих мінеральних джерел (солоні, содові — придатні в їжу і гарячі сірководневі, сірчані, бурозалізні — для лікувального купання).

## Туризм
Поєднання гір, лісів і річкової мережі на території Бежтинської ділянки утворює унікальні ландшафти, які становлять потенціал для організації екологічного туризму (екотуризму).
На території району знаходиться Бежтинський республіканський зоологічний заказник.

## Цікаві факти
З 12 населених пунктів, які адміністративно входять до складу Бежтинської ділянки, лише половина розташована безпосередньо на території ділянки в горах, решта ж перебувають на рівнині, на території Бабаюртівського району.